# Lloro caica
El lloro caica (Pyrilia caica) és una espècie d'ocell de la família dels psitàcids que habita la selva humida del sud-est de Veneçuela, Guaiana i nord del Brasil.